# 외부 게이트웨이 프로토콜
외부 게이트웨이 프로토콜(Exterior Gateway Protocol, EGP)은 1980년대 중반부터 1990년대 중반까지 인터넷에서 서로 다른 자율 시스템을 연결하는 데 사용된 라우팅 프로토콜로, 이후 경계 게이트웨이 프로토콜(BGP)로 대체되었다.

## 역사
EGP는 1980년대 초 볼트, 베라넥, 뉴먼에 의해 개발되었다. RFC 827에 처음 기술되었고, RFC 904에 공식적으로 명시되었다.
RFC 1772는 EGP에서 BGP로의 마이그레이션 경로를 설명했다.

## 같이 보기
- 내부 게이트웨이 프로토콜